# Progressive Parti, 1912 (USA)
Det Progressive Parti var et politisk parti i USA, der blev dannet i 1912 af den tidligere præsident Theodore Roosevelt, efter at han ikke lykkes med at modtage præsidentnomineringen ved det republikanske partis partikongres – her tabte han til sin tidligere protegé, der siden blev hans rival, den siddende præsident William H. Taft. Det nye parti var kendt for at tage avancerede holdninger til progressive reformer og tiltrække førende nationale reformatorer. Partiet var også ideologisk dybt forbundet med den amerikanske radikal-liberale tradition.
Efter partiets nederlag ved det amerikanske præsidentvalg i 1912, mødte partiet hastigt tilbagegang i de efterfølgende valg – indtil partiet endeligt ophørte i 1920. Det progressive parti fik populært tilnavnet "Bull Moose Party", da Roosevelt pralede med, at han følte sig "stærk som en elg" (engelsk: bull moose) efter at have tabt den republikanske nominering i juni 1912 ved Chicago-konventet.
Som medlem af det republikanske parti havde Roosevelt tjent som præsident fra 1901 til 1909, hvor han til stadighed var blevet mere og mere progressiv i de senere år af hans præsidentperiode. Ved præsidentvalget i 1908 var Roosevelt med til at sikre, at han ville blive efterfulgt af krigsminister Taft. Selvom Taft tiltrådte som præsident fast besluttet på at fremme Roosevelt's indenrigspolitiske dagsorden i form af <i>Square Deal</i>, mislykkes dette slemt under Payne-Aldrich Tariff Act-debatten og Pinchot-Ballinger-kontroversen. Det politiske udfald af disse begivenheder splittede det republikanske parti og fremmedgjorde Roosevelt fra sin tidligere ven. Den progressive republikanske leder Robert M. La Follette havde allerede annonceret, at han ville udfordre Taft ved det republikanske partikonvent i 1912, men mange af hans tilhængere skiftede til Roosevelt, efter at den tidligere præsident besluttede at søge en tredje præsidentperiode (hvilket var tilladt i henhold til den, på dette tidspunkt, gældende forfatning, som endnu ikke havde introduceret og ratificeret den 22. forfatningsændring). Ved det republikanske åartikonvent i 1912 besejrede Taft Roosevelt knebent og blev udnævnt til partiets præsidentkandidat. Efter konventet etablerede Roosevelt, Frank Munsey, George Walbridge Perkins og andre progressive republikanere det progressive parti og nominerede Roosevelt – som præsidentkandidat – og Hiram Johnson fra Californien – som vicepræsidentkandidat – ved partiets konvent i 1912. Det nye parti tiltrak adskillige republikanske embedsmænd, selvom næsten alle af dem forblev loyale over for det republikanske parti – i Californien tog Johnson og de progressive kontrol over det republikanske parti.
Partiets platform byggede på Roosevelts Square Deal og tilskynde flere progressive reformer. Partiplatformen hævdede, at "at opløse den uhellige alliance mellem korrupt forretning og korrupt politik er dagens første opgave for statsmandskabet". Forslagene på platformen omfattede begrænsninger af kampagnefinansieringsbidrag, en nedsættelse af tolden, etablering af et socialforsikringssystem, en otte timers arbejdsdag og kvinders valgret. Partiet var splittet med hensyn til reguleringen af store selskaber, hvor nogle partimedlemmer var skuffede over, at partiplatformen ikke indeholdt en stærkere opfordring til "trust-busting" (stærkere antitrust-love). Partimedlemmer havde også forskellige syn på udenrigspolitik, hvor pacifister som Jane Addams var imod Roosevelts opfordring til en flådeopbygning.
Ved valget i 1912 vandt Roosevelt 27,4% af vælgerstemmer sammenlignet med Tafts 23,2%, hvilket gjorde Roosevelt til den eneste præsidentkandidat fra et tredjeparti, der sluttede med en højere andel af vælgerstemme end ét af de to større partis præsidentkandidat. Både Taft og Roosevelt sluttede bag den demokratiske præsidentkandidat Woodrow Wilson, som vandt 41,8% af vælgerstemmer og et store flertal af valgmandsstemmerne. De progressive vandt adskillige valg til Kongressen og delstatsparlamenterne, men valgene i 1912 var primært præget af demokratiske fremgang. Det Progressive Partis partikonvent i 1916 blev afholdt i forlængelse af det republikanske partis partikonvent i håb om at genforene parterne med Roosevelt som præsidentkandidat. Det Progressive Parti kollapsede efter, at Roosevelt nægtede at modtage den progressive nominering og insisterede på, at hans tilhængere stemte på Charles Evans Hughes – den moderat progressive republikanske præsidentkandidat. De fleste progressive sluttede sig til det republikanske parti, men nogle konverterede til det demokratiske parti og progressive som Harold L. Ickes ville spille en rolle i præsident Franklin D. Roosevelts administration. I 1924 oprettede La Follette endnu et Progressivt Parti i forbindelse med sin præsidentkandidatur. Et tredje progressivt parti blev oprettet i 1948 af den tidligere vicepræsident Henry A. Wallaces i forbindelse med sin præsidentkampagne.

## Yderligere læsning
- Broderick, Francis L. Progressivism at risk: Electing a President in 1912 (Praeger, 1989).
- Chace, James. 1912: Wilson, Roosevelt, Taft & Debs—the Election That Changed the Country (2004).
- Cole, Marena. "A Progressive Conservative": The Roles of George Perkins and Frank Munsey in the Progressive Party Campaign of 1912 (Thesis, Tufts University ProQuest Dissertations Publishing, 2017. 10273522).
- Cowan, Geoffrey. Let the People Rule: Theodore Roosevelt and the Birth of the Presidential Primary (2016).
- Delahaye, Claire. "The New Nationalism and Progressive Issues: The Break with Taft and the 1912 Campaign," in Serge Ricard, ed., A Companion to Theodore Roosevelt (2011) pp. 452–467. online Arkiveret 14. december 2020 hos  Wayback Machine.
- Flehinger, Brett. The 1912 Election and the Power of Progressivism: A Brief History with Documents (Bedford/St. Martin's, 2003).
- Gable, John A. The Bullmoose Years: Theodore Roosevelt and the Progressive Party. Port Washington, NY: Kennikat Press, 1978.
- Garraty, John A. Right Hand Man: The Life of George W. Perkins, (1960) online
- Goodwin, Doris Kearns. The Bully Pulpit: Theodore Roosevelt, William Howard Taft, and the Golden Age of Journalism (2013)
- Gould, Lewis L. Four hats in the ring: The 1912 election and the birth of modern American politics (University Press of Kansas, 2008).
- Jensen, Richard. "Theodore Roosevelt" in Encyclopedia of Third Parties (ME Sharpe, 2000). pp. 702–707.
- Karlin, Jules A. Joseph M. Dixon of Montana (U of Montana Publications in History, 1974) 1:130-190.
- Kraig, Robert Alexander. "The 1912 Election and the Rhetorical Foundations of the Liberal State". Rhetoric and Public Affairs (2000): 363–395. Skabelon:JSTOR.
- Lincoln, A. "Theodore Roosevelt, Hiram Johnson, and the Vice-Presidential Nomination of 1912". Pacific Historical Review 29#3 (1959), pp. 267–83. doi:10.2307/3636471.
- Milkis, Sidney M., and Daniel J. Tichenor. "'Direct Democracy' and Social Justice: The Progressive Party Campaign of 1912". Studies in American Political Development 8#2 (1994): 282–340.
- Milkis, Sidney M. Theodore Roosevelt, the Progressive Party, and the Transformation of American Democracy. Lawrence, KS: University Press of Kansas, 2009.
- Mowry, George E. The Era of Theodore Roosevelt and the Birth of Modern America. New York: Harper and Row, 1962. National survey; it is not biographical on Roosevelt.
- Mowry, George E. (1946). Theodore Roosevelt and the Progressive Movement. Focus on 1912.
- Ness, Immanuel, and James Ciment, eds. The Encyclopedia of Third Parties in America (3 vol.; 2000).
- Selmi, Patrick. "Jane Addams and the Progressive Party Campaign for President in 1912". Journal of Progressive Human Services 22.2 (2011): 160–190.

### State and local studies
- Buenker, John D. Urban Liberalism and Progressive Reform (1973).
- Buenker, John D. The History of Wisconsin, Vol. 4: The Progressive Era, 1893–1914 (1998).
- Deverell, William, and Tom Sitton, eds. California Progressivism Revisited ( Univ of California Press, 1994). online
- Huthmacher, J. Joseph. "Urban Liberalism and the Age of Reform" Mississippi Valley Historical Review 49 (1962): 231–241, Skabelon:JSTOR; emphasized urban, ethnic, working class support for reform
- Link, William A. The Paradox of Southern Progressivism, 1880–1930 (1992).
- Maxwell, Robert S. La Follette and the Rise of the Progressives in Wisconsin. Madison, Wis.: State Historical Society of Wisconsin, 1956.
- Mowry, George E. The California Progressives (U of California Press, 1951). online
- Olin, Spencer C. California's Prodigal Sons (Univ of California Press, 1968) online
- Pegram, Thomas R. Partisans and Progressives: Private Interest and Public Policy in Illinois, 1870-1922 (U of Illinois Press, 1992). online
- Recchiuti, John Louis. Civic Engagement: Social Science and Progressive-Era Reform in New York City (2007).
- Warner, Hoyt Landon. Progressivism in Ohio 1897-1917 (Ohio State UP, 1964)
- Wesser, Robert F. Charles Evans Hughes: politics and reform in New York, 1905–1910 (1967).
- Wright, James. The Progressive Yankees: Republican Reformers in New Hampshire, 1906-1916 (1987).

### Primary sources
- "Progressive Party Platform of 1912" online
- DeWitt, Benjamin P. The Progressive Movement: A Non-Partisan, Comprehensive Discussion of Current Tendencies in American Politics (1915). online
- Pinchot, Amos. What's the Matter with America: The Meaning of the Progressive Movement and the Rise of the New Party. (1912) online
- Pinchot, Amos. History of the Progressive Party, 1912–1916. Introduction by Helene Maxwell Hooker. (New York University Press, 1958) online.
- Roosevelt, Theodore. Bull Moose on the Stump: The 1912 Campaign Speeches of Theodore Roosevelt Ed. Lewis L. Gould. (UP of Kansas, 2008).

## Eksterne links
- redaktionelle tegnefilm Arkiveret 15. februar 2020 hos  Wayback Machine
- TeddyRoosevelt.com: Bull Moose Information Arkiveret 1. maj 2021 hos  Wayback Machine
- 1912-platformen for Det Progressive Parti Arkiveret 22. september 2011 hos  Wayback Machine
- Theodore Roosevelt Speech Edison Recordings Campaign - 1912
- 1912 Progressive Party-platform på LibriVox (lydbøger i det offentlige domæne)